# گروه صنعتی گلرنگ
گروه صنعتی گلرنگ (به انگلیسی :Golrang Industrial group؛ به‌طور مخفف GIG) شرکت هلدینگ ایرانی است که در زمینه تولید و توزیع لوازم بهداشتی و صنایع غذایی، توزیع دارو، لوازم آرایشی و زیبایی، ارائه خدمات بازرگانی، چاپ، حمل و نقل و بسته‌بندی و صنایع تجهیز فروشگاهی فعالیت می‌کند و در بهمن ۱۴۰۲ هفتاد درصد از سهام شرکت تپسی (تاکسی اینترنتی) و صد درصد سهام شرکت الوپیک (پیک موتوری اینترنتی) را خریداری کرده است. گروه صنعتی گلرنگ در عرصه خارج از مرزهای ایران نیز فعالیت داشته است.
براساس برخی خبرها خریداری صددرصد سهام الوپیک توسط گروه گلرنگ احتمالاً یکی از اهداف آن، تأمین ناوگان استارتاپ جدید گروه گلرنگ، یعنی «افود» است؛ هرچند گفته شده اهداف این سرمایه‌گذاری فقط در این مورد خلاصه نمی‌شود و قرار است به‌زودی جزئیات بیشتری دربارهٔ آن اعلام گردد.

## تاریخچه
محمدکریم فضلی، شرکت پاکشو را در سال ۱۳۵۱ بنیان نهاد. محصولات اولیه این شرکت با برند گلرنگ و تحت عنوان محصولات شوینده و آرایشی و بهداشتی گلرنگ ثبت شدند. شرکت پاکشو از آن زمان تاکنون بخاطر رشدی که داشته امروزه یکی از بزرگ‌ترین تولیدکنندگان شوینده در ایران به‌شمار می‌رود. در سال ۱۳۷۰ مهدی فضلی به شرکت پاکشو پیوست و این شرکت با مدیریت وی، کار تولید را توسعه داد. در سال ۱۳۷۴ اولین محصولات جدید شامل انواع شامپو و مایع دستشویی به سبد محصولات گلرنگ افزوده شد. در سال ۱۳۷۸ با هدف بازاریابی، فروش و توزیع بخشی از محصولات شرکت پاکشو، شرکت گلپخش اول تأسیس گردید و در سال ۱۳۷۹ با توزیع محصولات شوینده با نام تجاری اَوِه رسماً شروع به فعالیت نمود. در همان سال شرکت گلرنگ‌پخش نیز به ثبت رسید تا بخش دیگری از محصولات شرکت پاکشو را که عمدتاً با برند گلرنگ تولید می‌شد، توزیع و پخش نماید. شرکت پدیده شیمی نیلی در سال ۱۳۷۹ با هدف تولید مواد اولیه، فعالیت خود را آغاز کرد. این شرکت در حال حاضر با شرکت پدیده شیمی جم ادغام شده است.
گروه صنعتی گلرنگ در سال ۱۳۸۲ به ریاست هیئت‌مدیره محمد کریم فضلی و مدیرعاملی مهدی فضلی، تأسیس شد. در سال ۱۳۸۴ شرکت پدیده شیمی پایدار با هدف تولید و عرضه محصولات شوینده و بهداشتی تأسیس شد.
گروه صنعتی گلرنگ در سال ۱۳۸۶ اولین کارخانه غذایی خود را با نام دالین مهر بنیان نهاد. در همین سال (۱۳۸۶) مجتمع تولیدی و شیمیایی پاکشو شامل ۵ کارخانه تولیدی با هدف تولید سایر محصولات شوینده از جمله پودر شوینده و مواد اولیه مورد نیاز در شرکت پاکشو، به بهره‌برداری رسید. در سال ۱۳۸۷ پخش پدیده پایدار تأسیس شد. این شرکت توزیع محصولات شوینده شرکت پدیده شیمی پایدار را با نام تجاری «اکتیو» آغاز کرد. در سال ۱۳۸۷ دانشگاه جامع علمی کاربردی گلرنگ با هدف ارتقای سطح مهارت کارکنان این گروه، راه‌اندازی گردید.
در سال ۱۳۸۷ شرکت مهد سرمایه‌گذاری خاورمیانه، به عنوان یک هلدینگ بزرگ اقتصادی آغاز به کار کرد. در سال ۱۳۸۸ گروه گلرنگ اقدام به راه‌اندازی فروشگاه‌های زنجیره‌ای افق کوروش نمود. شرکت صنایع سلولزی ماریناسان نیز در سال ۱۳۸۷ به ثبت رسید و در سال ۱۳۸۸ تولید انواع دستمال کاغذی را آغاز کرد. شرکت گلبرگ بهاران در سال ۱۳۹۰ با هدف تولید انواع محصولات غذایی از قبیل روغن، کنسرو، رب گوجه و تن ماهی افتتاح شد.
در همین سال (۱۳۹۰) این گروه، با تأسیس شرکت هلدینگ دارویی گلرنگ، فعالیت در حوزه توزیع دارو را آغاز کرد. شرکت صنعت غذایی کورش که تولیدکننده انواع روغن‌های خوراکی است، در سال ۱۳۹۲ به جمع شرکت‌های این گروه پیوست.
شرکت ماسترفوده نیز در سال ۱۳۹۲ با هدف تولید آدامس با برندهایی از جمله آدامس بدون شکر بایودنت و آدامس اکشن، بسته‌بندی‌ها و طعم‌های مختلف برای بازار داخل و خارج کشور تأسیس شد و محصولات این شرکت از پنجم شهریور ماه ۱۳۹۳ روانه بازار شد. در حال حاضر مهم‌ترین برند این شرکت، بایودنت نام دارد که در سال ۱۳۹۷ توانست نشان بنیاد بین‌المللی توث‌فرندلی سوئیس را برای تولید آدامس‌های بایودنت و اکشن کسب کند.
در سال ۱۳۹۳ مجتمع فرهنگی تجاری کورش (کورش‌مال) از سوی گروه صنعتی گلرنگ افتتاح شد. این مجتمع علاوه بر واحدهای تجاری، دارای بزرگ‌ترین پردیس سینمایی ایران است.
آقای محمد کریم فضلی بنیانگذار و رئیس هیئت مدیره گلرنگ در سال ۹۹ درگذشت و جای ریاست هیئت مدیره را به مهدی فضلی داد.

## برندها
گروه صنعتی گلرنگ دارای نزدیک به ۱۰۰ برند است که در صنعت شوینده و بهداشتی، آرایشی، مواد غذایی، ساختمانی، پست و لجستیک، انواع آدامس و تنقلات، رسانه و سرگرمی، محصولات حیوانات و دام و طیور، خرده‌فروشی و… فعالیت می‌کند.
|    | نام برند         | فعالیت |
| -- | ---------------- | --- |
| ۱  | گلرنگ            | در واقع برند اصلی شرکت است که در عرصه تولید محصولات بهداشتی مانند انواع شامپو فعالیت می‌کند.                                                                                             |
|    | زپ               | سرویس حمل و نقل اُکالا |
| ۲  | اوه              | یکی از برندهای اصلی متعلق به گروه گلرنگ است که در حوزه تولید محصولات بهداشتی و شیمیایی فعالیت دارد                                                                                      |
| ۳  | اویلا            | یک برند ایرانی است که در بازار محصولات خانواده روغنی شامل انواع روغن‌های مایع و جامد، رب گوجه فرنگی و انواع کنسرو فعالیت می‌کند.                                                          |
| ۴  | فامیلا           | در سال ۱۳۸۴ با هدف تولید ماکارونی ساخته شد و اکنون در محصولاتی مثل رب گوجه فرنگی، تن ماهی، سس کچاپ، روغن زیتون، سرکه سیب و دانه زیتون هم فعالیت می‌کند.                                  |
| ۵  | هوم پلاس         | زمینه کالاهای این برند در امور بهداشت خانه، سطوح، البسه و ظروف است. |
| ۶  | اکتیو هوم        | محصولات این برند حوزه شوینده‌های خانه و البسه از قبیل انواع سفیدکننده، مایعات ظرف‌شویی، مایعات لباس‌شویی، نرم‌کننده حوله و لباس، جرم‌گیرها و انواع پاک‌کننده‌های سطوح است.                     |
| ۷  | مای              | یکی از بزرگ‌ترین برندهای ایرانی که در زمینه محصولات آرایشی و بهداشتی فعالیت می‌کند. |
| ۸  | شون              | این برند در عرصه محصولات آرایشی بهداشتی فعال است. |
| ۹  | حیات             | ازجمله محصولات این برند می‌توان به انواع شامپو سر، نرم‌کننده مو، صابون و مایعات دست‌شویی اشاره کرد.                                                                                        |
| ۱۰ | رویا             | تولید کننده پودر لباسشویی دستی و ماشینی . |
| ۱۱ | هوبو             | در حوزه تولید پودر لباسشویی فعالیت دارد. |
| ۱۲ | بایودنت          | از برندهای گروه صنعتی گلرنگ است که در صنعت تولید آدامس است. |
| ۱۳ | اکشن             | در زمینه تولید انواع آدامس فعال است. |
| ۱۴ | مریدنت           | مربوط به تولید محصولات بهداشت دهان و دندان است که در سال ۱۳۸۵ ساخته شد. |
| ۱۵ | رِنِکس             | محصولات این شرکت شامل انواع آدامس بدون شکر می‌شود. |
| ۱۶ | کیمبال           | در سال ۱۳۸۸ با هدف تولید انواع روغن تأسیس شد و اکنون در تولید و بسته بندی انواع محصولات پروتئینی و کنسروها و سوسیس و کالباس فعال است                                                    |
| ۱۷ | بینگو پلاس       | در سال ۱۳۸۷ با هدف تولید کیک و کلوچه تاسیس شد. |
| ۱۸ | سانتین           | شامل محصولاتی روغنی و غیر روغنی می‌شود که از سال ۱۳۹۶ ادویه ای هم با این برند ساخته می‌شود.                                                                                               |
| ۱۹ | آذوقه            | در حوزه بسته بندی انواع حبوبات،غلات و برنج فعال است. |
| ۲۰ | دکتر بُن          | در حوزه تولید انواع پاستیل فعالیت می‌کند. |
| ۲۱ | تی رکس           | در سال ۱۳۹۸ با هدف تولید انواع نوشابه انرژی زا ساخته شد. |
| ۲۲ | مادلین           | انواع شربت‌های گیاهی، عرقیجات گیاهی و گلاب، پودر قهوه فوری، پودر ژله و حبوبات را تولید و عرضه می‌کند.                                                                                     |
| ۲۳ | وی نات           | در حوزه بسته بندی تنقلات آجیلی فعال است. |
| ۲۴ | آیری‌پلاست        | آیری پلاست برند تولید کننده انواع کیسه فریزر، کیسه زباله، سفره، سلفون، محافظ مواد غذایی، فویل آلومینیومی مخصوص غذا و دستکش یکبار مصرف است.                                              |
| ۲۵ | لارین            | برندی برای کیسه زباله و کیسه فریزر است. |
| ۲۶ | پیکو پلاست       | تولید محصولات پلیمری و پلاستیکی مثل کیسه فریزر و زباله و سفره‌های یکبار مصرف. |
| ۲۷ | لندی             | در حوزه محصولات پلیمری مثل کیسه‌ زباله، کیسه فریزر، سفره یکبار مصرف فعالیت می‌کند. |
| ۲۸ | گلدنت            | در زمینه بهداشت دهان و دندان فعالیت می‌کند. |
| ۲۹ | والکریت          | والرکیت تولیدکنندهٔ محصولات و فرآورده‌های ساختمانی است. |
| ۳۰ | جیمینو           | تولید کننده اسباب بازی. |
| ۳۱ | میکرو پاور       | تولید کننده انواع باتری |
| ۳۲ | سوباشی           | ارائه دهنده انواع فرآورده‌ها و مکمل‌های غذایی در حوزه دام (بزرگ و کوچک)، طیور (صنعتی و زینتی) و آبزیان (پرورشی و زینتی) می‌باشد.                                                           |
| ۳۳ | اُلایف            | تولید انواع آب معدنی، گازدار و… |
| ۳۴ | ماریناسان        | برندی از گروه صنعتی گلرنگ است که خودش شامل چند زیرمجموعه می‌شود و در صنعت سلولز فعالیت می‌کند. برندهای این مجموعه شامل: نانسی، سافتلن، مرسی، بارلی، اکتیوسافت، سافتکس، آلاوه و صپیتا است. |
| ۳۵ | نانسی            | در ۱۳۸۶ با هدف تولید دستمال کاغذی و محصولات سلولوزی ساخته شد. |
| ۳۶ | سافتلن           | تولید کننده انواع شوینده ها از جمله مایعات لباسشویی و پودر دستی و ماشینی است که در سال ۱۳۸۰ تأسیس شد و زیر مجموعهٔ برند ماریناسان به‌شمار می‌رود.                                          |
| ۳۷ | مرسی             | در سال ۱۳۸۹ ساخته شد و محصولات خود را در سه گروه پوشک، نوار بهداشتی و دستمال مرطوب روانه بازار می‌کند.                                                                                   |
| ۳۸ | بارلی            | در سال ۱۳۹۰ تأسیس شد و در زمینه انواع دستمال مرطوب فعالیت می‌کند. |
| ۳۹ | اکتیوسافت        | خدمات این برند در دو گروه بهداشت مو و پوست خلاصه می‌شود. |
| ۴۰ | سافتکس           | تولید کننده محصولات سلولوزی از جمله نوار بهداشتی |
| ۴۱ | آلاوه            | تولید کننده دستمال مرطوب |
| ۴۲ | صپیتا            | این برند مربوط به انواع دستمال کاغذی می‌باشد که شامل دستمال صورت، دستمال توالت و دستمال حوله است و انحصاراَ برای فروشگاه‌های زنجیره ای افق کوروش تولید می‌کند.                              |
| ۴۳ | پی‌کی‌سل           | برندی در زمینه تولید باتری. |
| ۴۴ | کلور             | ساخته شده در سال ۱۳۹۸ با هدف تولید لامپ و تجهیزات روشنایی. |
| ۴۵ | لکلر             | تولید لامپ و ال‌ای‌دی |
| ۴۶ | یوروسل           | برندی در زمینه تولید باتری. |
| ۴۷ | نیک شف           | این برند در زمینهٔ محصول‌های سوسیس و کالباس، غذای آماده، غذای نیمه آماده، پنیر پیتزا و ورقه‌ای، سیب زمینی و آبزیان فعالیت می‌کند.                                                           |
| ۴۸ | شیپن             | فعالیت در صنعت غذاهای گوشتی. |
| ۴۹ | ایران مارکت ترکر | سرمایه‌گذاری |
| ۵۰ | ماتادور          | فعال در زمینهٔ انواع ماءالشعیر |
| ۵۱ | نیچردنت          | این برند با مواد طبیعی و سلامت محور ساخته شده و در این راستا از آموزه‌های طب سنتی و اسلامی نیز بهره جسته است.                                                                            |
| ۵۲ | اکتیو            | شوینده و بهداشتی |
| ۵۳ | اکتیدنت          | خمیردندان |
| ۵۴ | پروشاین          | شوینده ماشین ظرفشویی |
| ۵۵ | پینوبیبی         | محصولات مادر و کودک |
| ۵۶ | سوباشی           | محصولات در حوزه غذای حیوانات |
| ۵۷ | افق کوروش        | فروشگاه‌های زنجیره‌ای تخفیف‌دار |
| ۵۸ | گندم             | فروشگاه زنجیره‌ای |
| ۵۹ | سورنا            | فروشگاه زنجیره‌ای |
| ۶۰ | هایپرفامیلی      | هایپرمارکت زنجیره‌ای |
| ۶۱ | پلی‌واش           | پودر ماشین ظرفشویی |
| ۶۲ | چیتاپست          | پست و لجستیک |
| ۶۳ | فیلم‌نت           | سامانه نمایش درخواستی (VOD) |
| ۶۴ | تپسی             | تاکسی اینترنتی |
| ۶۵ | الوپیک           | پیک موتوری |
| ۶۶ | گلرنگ رسانه      | تهیه تولید سرمایه گذاری فیلم و سریال |
| ۶۷ | ژوپیتر           | شهربازی |
| ۶۸ | تین‌تن            | دراژه شکلاتی (اسمارتیز) |
| ۶۹ | نوین زعفران      | زعفران |
| ۷۰ | اُفود             | سرویس سفارش آنلاین غذا |
| ۷۱ | سپید ماکیان      | زنجیره تولید و توزیع مرغ گوشتی |
| ۷۲ | دام و طیور کوروش | محصولات حیوانات دام و طیور |
| ۷۳ | ویرا سیستم پویا  | نرم افزار فروش و باشگاه مشتریان و... |
| ۷۴ | اُکالا            | سرویس سفارش آنلاین از سوپرمارکت |

## شرکت‌های تابعه
| 75 | صنعت پوشاک آوید         | تولید کننده پوشاک مردانه و زنانه و بچه گانه و عرضه محصولات اکسسوری که با نام فروشگاه های ارزانسرای آیپوش فعالیت دارد  |  |
| -- | ----------------------- | --- |  |
| 76 | گروه سرمایه کذاری کوروش | گروه سرمایه گذاری کورش شامل 20 شرکت زیرمجموعه که متشکل از شرکتهای فاوا و جویا بهنود و پیزارو و چیکن فامیلی و...میباشد |  |
| 77 | گلبرگ غذایی             | عرضه محصولات تن ماهی،روغن زیتون.عسل و...                                                                              |  |
| 78 | طلای ناب کوروش          | خرما،زعفران،نبات و...                                                                                                 |  |

| نام برند                      | فعالیت |
| ----------------------------- | --- |
| پدیده شیمی جم                 | یکی از بزرگ‌ترین تولیدکننده‌های مواد اولیهٔ شیمیایی صنایع مختلف از جمله صنایع شوینده، آرایشی و بهداشتی |
| پاکشو                         | شرکت شیمیایی و تولیدی پاکشو بزرگ‌ترین بخش خصوصی در تولید طیف کاملی از محصولات بهداشتی، آرایشی و شوینده در ایران است. |
| گلرنگ پخش                     | یک شرکت فروش و توزیع با ۳۰ شعبه در سراسر ایران. |
| فروشگاه‌های زنجیره‌ای افق کوروش | سوپرمارکت‌های زنجیره‌ای پیشرو در ایران با بیش از ۲٬۵۰۰ شعبه در سراسر ایران. |
| سامان پویش تأمین              | تولیدکننده انواع تجهیزات فروشگاهی شامل یخچالهای ویترینی، فریزر، فریزر بستنی، پرده شب، کانتر، ترولی، رک انبار، |
| گلپخش اول                     | شرکتی فعال در حوزه توزیع و پخش کالاهای تندمصرف (FMCG) که بیش از 900 قلم کالا در حوزه‌های شوینده، آرایشی، بهداشتی، سلولزی و غذایی را توزیع می‌کند. مشتریان آن شامل خرده‌فروشان، عمده‌فروشان، فروشگاه‌های زنجیره‌ای، هورکا و تعاونی‌ها هستند.هم‌اکنون این شرکت دارای 34 شعبه در ایران است. |
| هستی آرین تامین               | این شرکت از سال ۱۳۹۲ به‌صورت رسمی در حوزه تولید و عرضه چای، ادویه و سایر محصولات غذایی فعالیت دارد. |
| آریان تجارت شرق               | واردات و صادرات عمومی مواد اولیه. |
| گلرنگ ترابر                   | شرکت حمل و نقل گلرنگ ترابر |
| گلرنگ سیستم                   | فناوری‌های دیجیتال، مراکز داده و ارتباطات، سامانه‌های مدیریت منابع سازمانی، داده پژوهی و هوش مصنوعی. |
| صنایع سلولز سان مارینا        | تولید محصولات سلولزی از جمله دستمال کاغذی، دستمال دلسی، حوله‌های پارچه‌ای، پوشک بچه است. |
| صنایع غذایی ماسترفوده         | آدامس دراگی و مینی‌چوب در انواع مختلف بسته‌بندی مانند بسته فویل، کیف پول و شکر. |
| پدیده شیمی پایدار             | تولید مواد بهداشتی و شوینده با نام تجاری اکتیو |
| صنایع میوهٔ خشک و حبوبات کوروش | تولیدکننده، بسته‌بندی و صادرکنندهٔ میوه‌های خشک و آجیل |
| پاکان پلاستکار                | تولید دستگاه‌های قالب‌گیری و تزریق ضربه و شیشه‌های پلاستیکی، درب و شیشه. |
| پخش پدیدهٔ پایدار              | این شرکت محصول شوینده را با نام تجاری اکتیو توزیع می‌کند. |
| گروه سرمایه‌گذاری دارویی گلرنگ | سرمایه‌گذار و حامی اصلی هستی آریان شیمی، آرین سلامت سینا، هستی آرین دارو، سلامت پخش هستی و …. |
| گلبرگ بهاران                  | شرکت تولید مواد غذایی مانند روغن خوراکی، روغن زیتون و غیره با نام تجاری فامیلا و اویلا |
| مؤسسهٔ رسانه‌ای گلرنگ           | یکی از بزرگ‌ترین شرکت‌های سرگرمی ایران که مجموعه‌های شوخی کردم، ویلای من، ساخت ایران و … از کارهای مهم این شرکت است. |
| صنایع الکترونیک گلرنگ         | این شرکت دارای بالاترین ظرفیت برای تولید دیسک‌های با ظرفیت بالا مانند محصولات DVD-5 و DVD-9 و Blu-ray (۲۵ گیگابایت و ۵۰ گیگابایت) در ایران است. |
| تجارت الکترونیک کوروش         | تجارت الکترونیک کوروش صاحب شعبهٔ تجارت الکترونیکی افق کوروش است که به اُکالا نیز معروف است. |
| گلرنگ موتور فامیلی            | سابقاً واردکننده خودروهای هوندا |
| گلرنگ ونچرز                   | بازوی سرمایه‌گذاری خطرپذیر شرکتی (CVC) گروه صنعتی گلرنگ |
| گندم طلایی کوروش              | فروشگاه‌های زنجیره ای گندم طلایی کوروش |
| سورنا                         | فروشگاه‌های زنجیره ای سورنا |
| گلرنگ ترابر قزوین             | شرکت حمل و نقل گلرنگ ترابر قزوین |
| آریان کیمیا تک                | شرکت ایرانی فعال در زمینه تولید محصولات دارویی، آرایشی و بهداشتی است. |

## کارآفرینی
اوایل دههٔ ۱۳۷۰ این گروه کمتر از ۵۰ نفر نیرو داشته است. اوایل دههٔ ۸۰ تعداد اعضای گروه به ۵۰۰ نفر می‌رسد. سال ۸۸ حدود ۳٬۵۰۰ نفر در صنایع مختلف گروه صنعتی گلرنگ اشتغال داشته‌اند و هم‌اکنون حدود ۱۷٬۰۰۰ نفر نیرو در این گروه مشغول به کار اند. در سال ۹۲ حدود ۲٬۷۰۰ نیروی کار به گروه صنعتی گلرنگ پیوسته‌اند. حدود ۹۱ درصد از نیروی کار گروه صنعتی گلرنگ در فاصلهٔ سنی ۲۰ تا ۴۰ سال هستند. گروه صنعتی گلرنگ حدود ۷۸٪ اشتغال برای مردان و ۲۲٪ اشتغال برای زنان ایجاد نموده است. تعداد اعضای گروه صنعتی گلرنگ در نیمهٔ دوم سال ۹۸ به بیش از ۳۰ هزار نفر رسید. و حالا این شرکت بیش از ۴۰٬۰۰۰ نفر اعضای این خانوادهٔ بزرگ را تشکیل داده‌اند.
شاملن پویش تأمین در زمینه تولید تجهیزات فروشگاهی شامل انواع یخچالهای ویترینی، فریزر، پرده شب، ترولی، کانتر و .، فعالیت دارد.
این گروه صنعتی در راستای فعالیت‌های کارآفرینانه و نوآورانه، مردادماه ۱۴۰۱ گلرنگ ونچرز را تحت عنوان بازوی سرمایه‌گذاری خطرپذیر خود و با مدل نوآوری باز به وجود آورد.

## بورس تهران
گروه صنعتی پاکشو، از شرکت‌های تابعهٔ هلدینگ گروه صنعتی گلرنگ طی جلسهٔ هیئت پذیرش سازمان بورس اوراق بهادار تهران به تاریخ ۱۵ دی ۹۲ موفق به کسب پذیرش، با سرمایهٔ ۷۰۰ میلیارد ریال به عنوان بزرگ‌ترین شرکت در زمینهٔ تولید و پخش محصولات بهداشتی، شوینده و شیمیایی شد و سهام آن در بازار داد و ستد می‌شود.
حالا شرکت پاکشو به تنهایی بیش از ۳۰۰٬۰۰۰ میلیارد ریال (سیصد هزار میلیارد ریال) یا ۳۰٬۰۰۰ میلیارد تومان (سی هزار میلیارد تومان) در بازار بورس ارزش دارد.
فروشگاه‌های زنجیره‌ای افق کورش هم زیرمجموعهٔ شرکت گلرنگ هست و ارزش این شرکت در بازار بورس اوراق بهادر بیش از ۲۰۰٬۰۰۰ میلیارد ریال (دویست هزار میلیارد ریال) یا ۲۰٬۰۰۰ میلیارد تومان (بیست هزار میلیارد تومان).
همچنین به تازگی این هلدینگ مجموعه الوپیک و تپسی را نیز خریداری کرده است.

## فعالیت‌های دیگر

### همکاری با یونیسف
در سال ۱۳۸۶ گروه صنعتی گلرنگ در تعاملی با سازمان یونیسف همکاری خود را به نمایندگی شرکت پاکشو با این سازمان آغاز نمود. بدین منظور شرکت تولیدی ـ شیمیایی پاکشو و یونیسف ایران، در سال ۱۳۸۶ یک تفاهم‌نامهٔ همکاری را به نفع کودکان ایران در هتل استقلال به امضاء رساندند.
طبق این تفاهم‌نامه که توسط مدیرعامل گروه صنعتی گلرنگ مهدی فضلی، مدیر عامل شرکت پاکشو مسعود سزاوار ذاکریان از یک سو و کریستین سالازار رئیس یونیسف در ایران از سوی دیگر به امضاء رسید، قرار بر آن شد که گلرنگ به عنوان حامی یونیسف مبلغ مشخصی را در اختیار یونیسف قرار دهد. با امضای این تفاهم‌نامه رسماً این همکاری با پیام «با کودکان‌مان مهربان باشیم» آغاز شد.

### دانشگاه گلرنگ
مرکز آموزش علمی ـ کاربردی گروه صنعتی گلرنگ از سال ۱۳۸۶ با هدف آموزش پرسنل و تأمین نیروی انسانی ماهر گروه صنعتی گلرنگ تأسیس گردید و با پذیرش دانشجو در سه رشتهٔ مهارتی فعالیت خود را آغاز نمود. این مرکز دانشگاهی پذیرش دانشجوی خود را براساس برنامهٔ استراتژیک منابع انسانی گروه صنعتی گلرنگ انجام می‌دهد.